# Pastel de Gloria
Le pastel de Gloria (pluriel : pasteles de Gloria) est une pâte feuilletée contenant généralement de la gelée de goyave ou de la pâte de goyave à l'intérieur, saupoudrée de sucre blanc. 

## Caractéristiques
Les pasteles de Gloria peuvent également être fourrés d'amandes, de fromage ou de dulce de leche. En raison de leur apparence, ils sont également connus sous d'autres noms tels que tetillas de monja (« mamelon de nonne »).
On pense que les pasteles de gloria ont une origine maghrébine, orientale ou arabe, au Maroc il existe une variante appelée pastilla belouz, un feuilleté fourré d'une pâte mélangée de miel, d'amande broyée, de cannelle et d'eau de fleurs d'oranger. Et on en trouve des variantes dans le sud-est de l'Espagne, où ils sont souvent servis à l'époque de Noël. Ils constituent un dessert populaire dans la cuisine colombienne.

## Culture populaire
Les pasteles de Gloria sont mentionnés dans la pièce de Federico García Lorca, Doña Rosita la soltera. 